# Олтенешть
Олтенешть, Олтенешті (рум. Oltenești) — село у повіті Васлуй в Румунії. Адміністративний центр комуни Олтенешть.
Село розташоване на відстані 277 км на північний схід від Бухареста, 14 км на південний схід від Васлуя, 67 км на південь від Ясс, 129 км на північ від Галаца.

## Населення
За даними перепису населення 2002 року у селі проживали 516 осіб, усі — румуни. Усі жителі села рідною мовою назвали румунську.